# Article 17 de la Constitution belge
L'article 17 de la Constitution de la Belgique fait partie du titre II Des Belges et de leurs droits. Il garantit l'impossibilité d'établir la peine de confiscation des biens.

## Texte de l'article actuel
« La peine de la confiscation des biens ne  peut être établie. ».

## Interprétation
Tout comme la propriété privée référencée à l'article précédent, il s'agit de la protection d'un droit fondamental. La confiscation générale est prohibée mais la Cour de cassation autorise les confiscations spéciales,.